# Сражение при Ике
Сражение при Ике (исп. Batalla de Ica) или Катастрофа при Ике произошла 7 апреля 1822 года в окрестностях асьенды Макакона возле Ике во время Войны за независимость Перу.
После оставления Лимы в июне 1821 года испанский вице-король Хосе де ла Серна перенес свою резиденцию в Куско, но его генерал Хосе де Кантерак остался в горной провинции Хауха, примерно в 150 км от Лимы. Протектор Перу генерал Хосе де Сан-Мартин назначил Доминго Тристана, испанского генерала, который только что перешел на сторону патриотов, командующим силами для наблюдения за передвижениями войск роялистов. Тристану, расположившему свои батальоны в Ике, было приказано не вступать в бой с противником, а отступить в случае наступления роялистов.

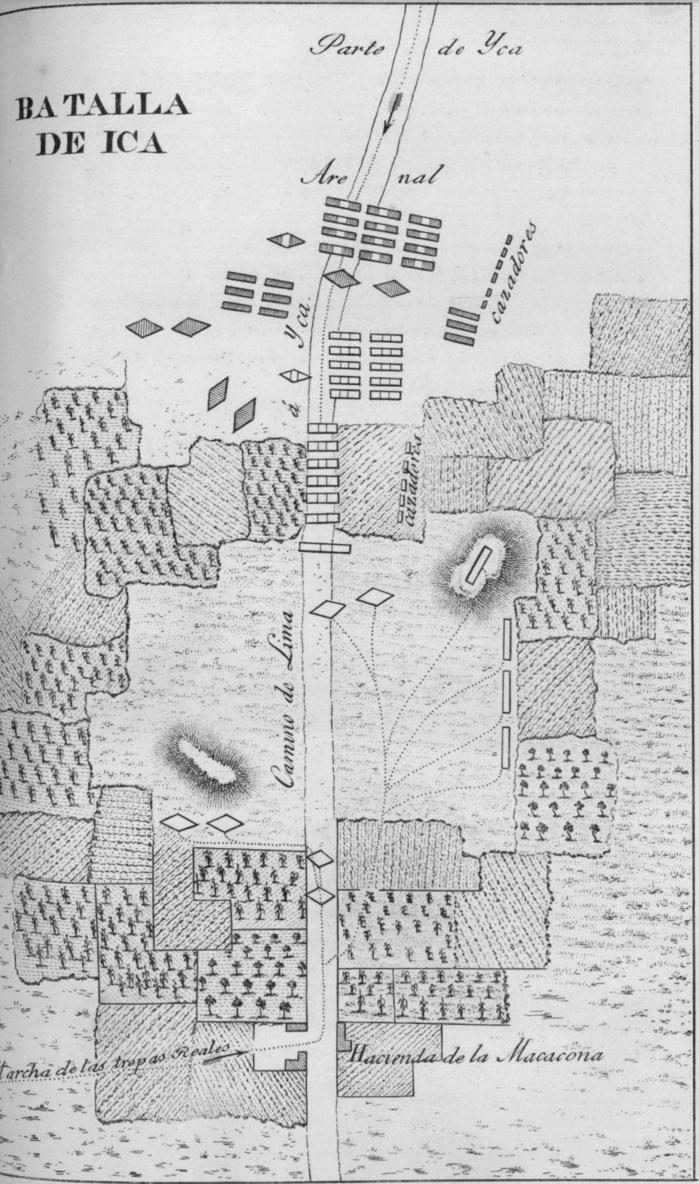
Схема сражения

Кантерак решил атаковать войска патриотов в Ике и 26 марта 1822 года двинулся из Хаухи во главе примерно 1500 пехотинцев, 600 кавалеристов и 3 полевых орудий. Он прибыл в район Ики 6 апреля и застал врасплох Тристана. Последний подготовил свои войска к отходу, но Кантерак расположил свои войска в Макаконе, отрезав Тристану путь отступления. Тристан не знал об этом последнем движении противника и направил свои батальоны прямо в ловушку, устроенную Кантераком.
В час ночи, при свете луны, войска роялистов открыли огонь по отступающей колонне. После первого обстрела силы патриотов были дезорганизованы, образуя отдельные точки сопротивления вдоль дороги. Затем с фронта они были атакованы кавалерией, и с флангов — пехотой Кантерака. Колонна почти сразу рассеялась, преследуемая кавалерией роялистов. К 3 часам ночи поле боя было покрыто убитыми и ранеными патриотами. В плен попали 1000 солдат и 50 офицеров, многие из которых перешли на сторону роялистов. Роялисты также захватили 4 пушки, 2 флага, 2000 ружей, 200 артиллерийских зарядов и 100 сабель. Тристану, Гамарре и примерно 125 солдатам удалось бежать.
На рассвете роялисты заняли Ику. Испанский генерал Хуан Лорига был отправлен занять Писко. Кавалерийский эскадрон патриотов, шедший на поддержку Тристана из Чинчи, на рассвете 8-го числа был отрезан роялистской кавалерией и разбит, потеряв 50 человек убитыми и 80 пленными.
По прибытии в Лиму Тристан предстал перед военным трибуналом за ответственность за катастрофу, и, хотя он был оправдан, но не вернулся на действительную военную службу. Исход битвы повысил материальный и моральный дух роялистов. С этого момента патриоты на юге Перу перешли к обороне.